# Галиев, Зейн Александрович
Зейн Алекса́ндрович Гали́ев (род. 28 августа 1972) — киргизский футболист, полузащитник. Выступал за сборную Кыргызстана.

## Биография
Воспитанник фрунзенского РУОР. На взрослом уровне дебютировал в 1992 году в первом сезоне независимого чемпионата Кыргызстана в клубе «Спартак» (позднее — «Ак-Марал») из Токмака. Провёл в этом клубе четыре сезона, сыграв 74 матча в высшей лиге. Становился серебряным (1993) и бронзовым (1994) призёром чемпионата страны, обладателем Кубка Кыргызстана (1994). В 1997 году сыграл два матча за бишкекское «Динамо», команда стала в том сезоне чемпионом страны.
В национальной сборной Кыргызстана сыграл единственный матч 2 февраля 1996 года в отборочном матче Кубка Азии против Йемена, заменив на 78-й минуте Фархата Хаитбаева.
После окончания профессиональной карьеры переехал в город Черкассы, Украина. Выступал за местные любительские клубы.